# Municipio de Cross
El municipio de Cross (en inglés: Cross Township) es un municipio ubicado en el condado de Carroll en el estado estadounidense de Arkansas. En el año 2010 tenía una población de 284 habitantes y una densidad poblacional de 7,14 personas por km².

## Geografía
El municipio de Cross se encuentra ubicado en las coordenadas 36°28′14″N 93°37′35″O / 36.47056, -93.62639. Según la Oficina del Censo de los Estados Unidos, el municipio tiene una superficie total de 39.78 km², de la cual 39,72 km² corresponden a tierra firme y (0,15 %) 0,06 km² es agua.

## Demografía
Según el censo de 2010, había 284 personas residiendo en el municipio de Cross. La densidad de población era de 7,14 hab./km². De los 284 habitantes, el municipio de Cross estaba compuesto por el 95,42 % blancos, el 0,7 % eran afroamericanos, el 0,35 % eran amerindios, el 0,7 % eran asiáticos, el 0,35 % eran de otras razas y el 2,46 % eran de una mezcla de razas. Del total de la población el 6,34 % eran hispanos o latinos de cualquier raza.